# Gąsawy Rządowe (gromada)
Gąsawy Rządowe – dawna gromada, czyli najmniejsza jednostka podziału terytorialnego Polskiej Rzeczypospolitej Ludowej w latach 1954–1972.
Gromady, z gromadzkimi radami narodowymi (GRN) jako organami władzy najniższego stopnia na wsi, funkcjonowały od reformy reorganizującej administrację wiejską przeprowadzonej jesienią 1954 do momentu ich zniesienia z dniem 1 stycznia 1973, tym samym wypierając organizację gminną w latach 1954–1972.
Gromadę Gąsawy Rządowe siedzibą GRN w Gąsawach Rządowych utworzono – jako jedną z 8759 gromad na obszarze Polski – w powiecie radomskim w woj. kieleckim, na mocy uchwały nr 13i/54 WRN w Kielcach z dnia 29 września 1954. W skład jednostki weszły obszary dotychczasowych gromad Gąsawy Rządowe i Kierz Niedźwiedzi ze zniesionej gminy Rogów w tymże powiecie.
1 października 1954 gromada weszła w skład nowo utworzonego powiatu szydłowieckiego w tymże województwie, gdzie ustalono dla niej 15 członków gromadzkiej rady narodowej.
31 grudnia 1959 do gromady Gąsawy Rządowe przyłączono wsie Bieszków Dolny i Bieszków Górny ze zniesionej gromady Rogów.
Gromada przetrwała do końca 1972 roku, czyli do kolejnej reformy gminnej.